# Digul Southend

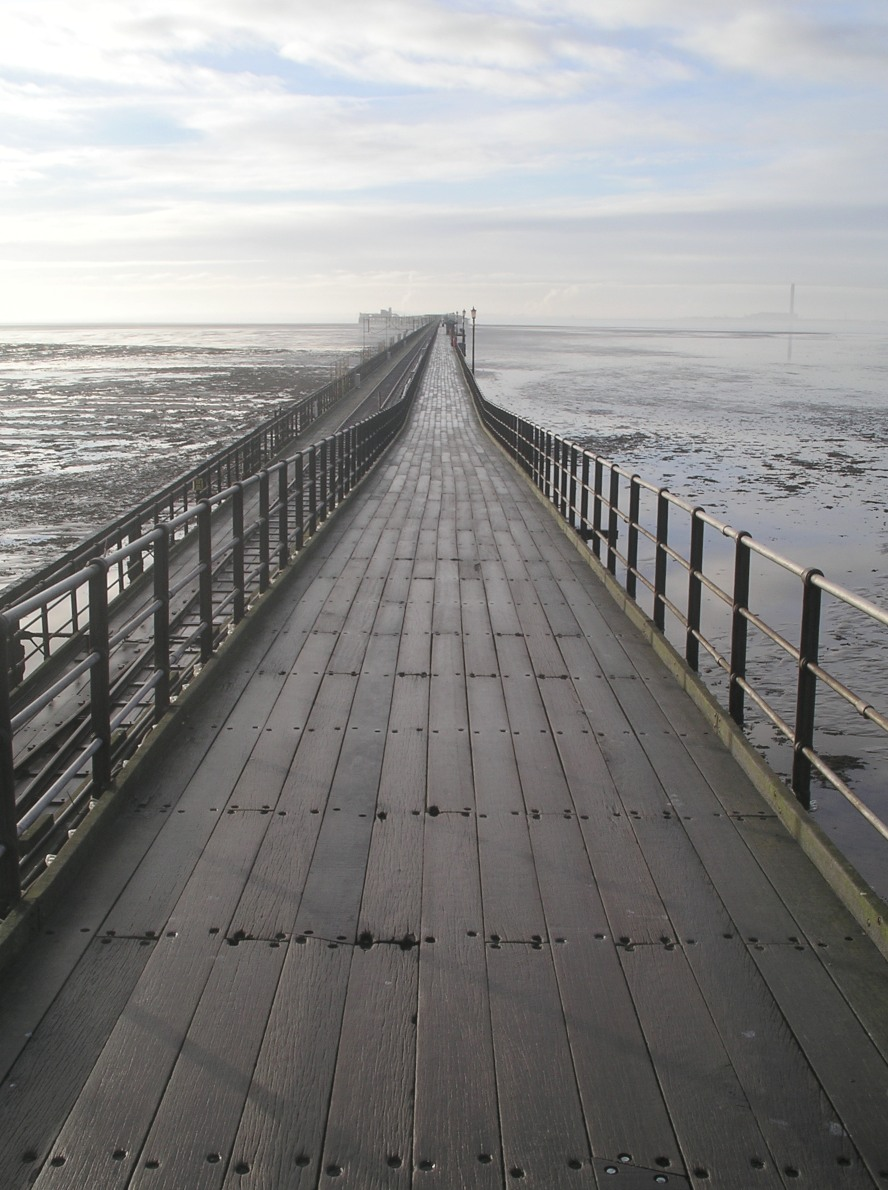
Pontonul Southend, vedere spre mare

Pontonul Southend este un ponton în Southend-on-Sea în estul Angliei. Este cel mai lung ponton turistic din lume, extinzându-se pe 2.158 m în estuarul Tamisei. Are propria cale ferată.
A fost nevoie de un ponton atât de lung deoarece coasta Southend-ului e formată din zone noroioase extinse, iar mareea nu e foarte adâncă.În timpul refluxului, marea se retrage chiar și cu 1,6 km. Înaintea construirii pontonului, numai ambarcațiunile mici puteau ancora în timpul refluxului.